# Chezani
Chezani est une ville de l'Union des Comores, située sur l'île de Grande Comore. En 2012, sa population est estimée à 2 653 habitants.
C'est le chef-lieu de la région de Mboinkou.

## Histoire de la mise en place de la ville
D'après la légende, les habitants de Chézani viennent du quartier de Chézani au sud de Moroni et sont partis pour chercher un autre endroit s'installer après avoir être chassés par le roi de la région qui siégeait à Iconi. ils se sont alors installés un peu en bas de là où se trouve la ville actuelle et ont changé le nom de la ville pour l'appeler Ndémani (dans les chauves-souris) parce qu'à cet endroit il y avait beaucoup de baobabs habitats des chauves-souris. C'est à Ndémani que le village de Chézani a construit une mosquée et fait la prière du vendredi, le 3e vendredi fait dans le pays après Ntsaouéni et Bnadamadji la Domba.
Le village s'est déplacé au fur et à mesure pour se trouver au niveau où la ville se trouve actuellement et a repris l'ancienne appellation, Chézani. Les traces de l'ancien village, et surtout de l'ancienne mosquée du vendredi, sont localisables actuellement et l'élargissement de la ville a conduit à réoccuper les lieux de l'ancien Ndémani.

## Évènements de 1996
En août 1996, après un match de football entre Hantsindzi et Chezani, 4 personnes venant de Hantsindzi ont été tuées. Ce tragique évènement a conduit à l'exclusion des habitants de Chezani de la part de toute la Grande Comore et à l'exécution de Said Mohamed Fadhul (Robin), le leader supposé du massacre[réf. nécessaire]. Quelques années plus tard, le 21 avril 2001, 4 personnes de Chezani que sont les députés Ibrahim Mansoib, Souefou Abdou, Dahalani Mzechehi et Mhamadi Mzechehi - ces 2 derniers sont frères - sont tués par une organisation de Hantsindzi qui prendra sa revanche sur les événements de 1996[réf. nécessaire].

Chezani se trouve au nord-est de l'île